# Berberis trigona
Berberis trigona är en berberisväxtart som beskrevs av Gustav Kunze. Berberis trigona ingår i släktet berberisar, och familjen berberisväxter. Inga underarter finns listade i Catalogue of Life.

## Bildgalleri

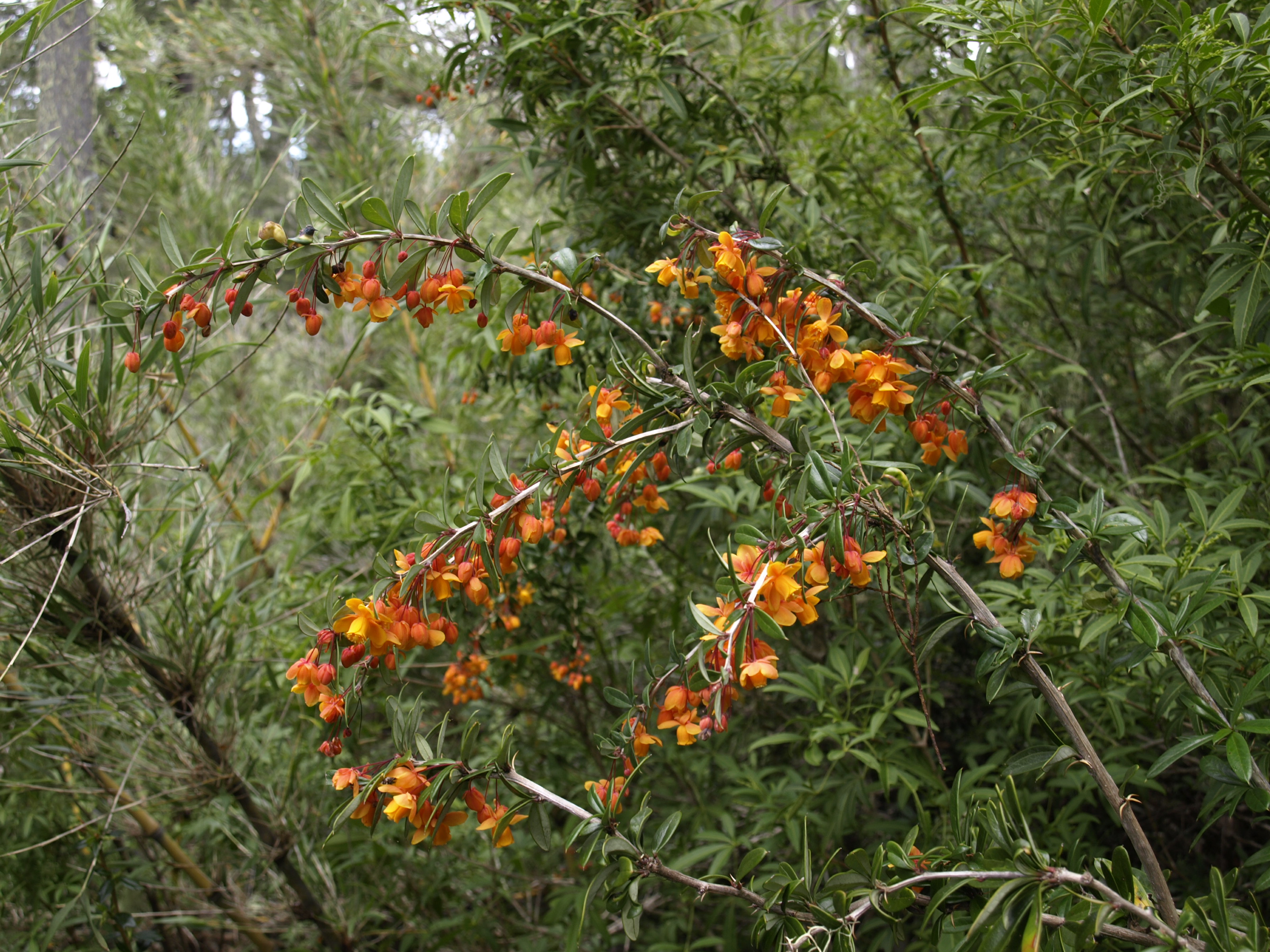
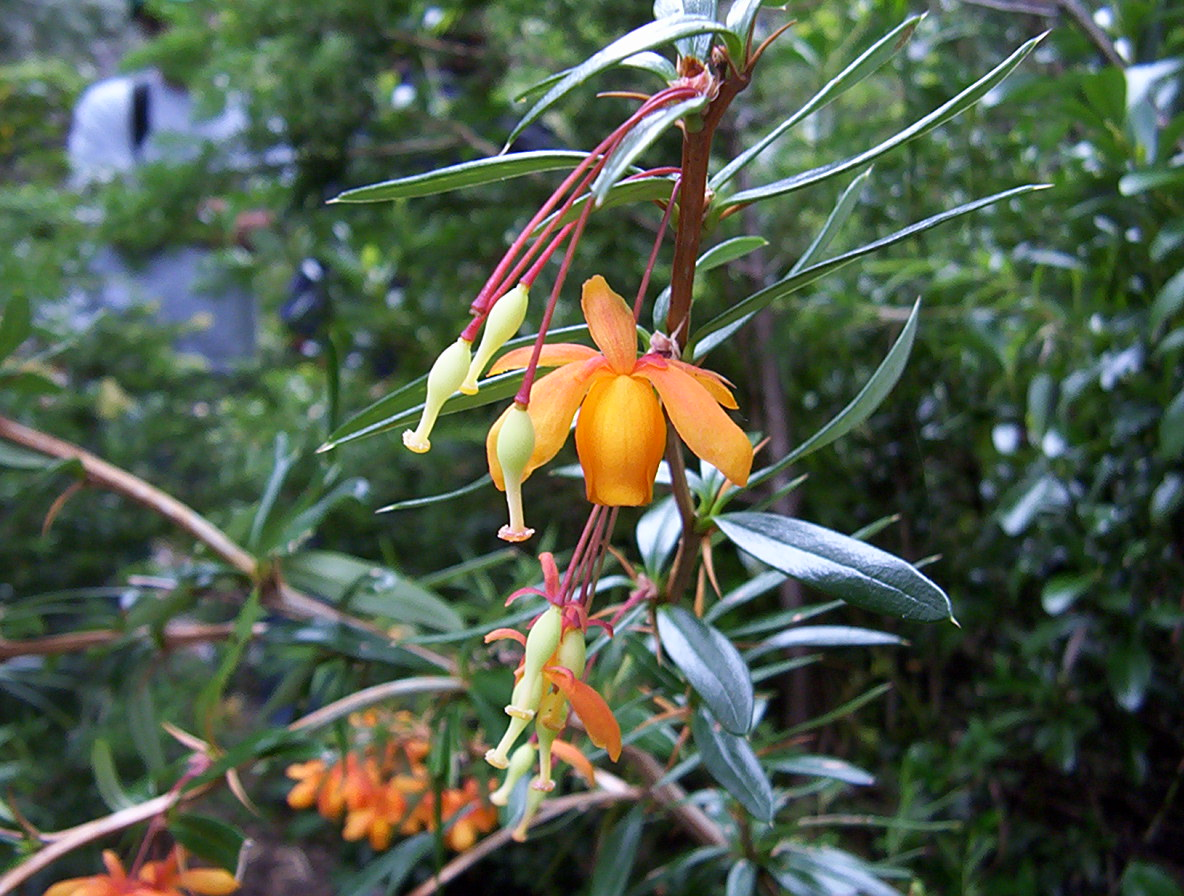